# 扎克·约翰逊
扎克·约翰逊（Zach Johnson, 1976年2月24日—）是一位美國職業高爾夫球手。出生在愛荷華州的愛荷華城。他於2007年獲得了當年的大滿貫賽事美國名人賽冠軍。此外他曾代表美國隊參加2006年萊德盃。

## 外部連結
- PGA巡迴賽網站上的介紹